# 杨墩站
杨墩站是一个峰福线上的铁路车站，位于福建省建瓯市杨墩，建于1996年，目前为五等站，邮政编码为353103。目前客运：办理旅客乘降；不办理行李、包裹托运；不办理货运营业。